# Dalen (Nederland)
Dalen (uitspraakⓘ, Drents: Daol'n) is een dorp in de Nederlandse provincie Drenthe. Het ligt ten noorden van de stad Coevorden en had op 1 januari 2023 ongeveer 3.890 inwoners. Vanaf 1 januari 1998 maakt het deel uit van de gemeente Coevorden.

## Geschiedenis
De naam Dalen komt voor het eerst voor in een lijst van opbrengsten aan het kapittel van de Dom van Utrecht uit 1225. De oudste officiële oorkondes, waarin de naam Dalen werd vermeld, dateren uit 1276. Ze vermelden dat in het jaar 1276 Hindricus van Borculo, burggraaf van Coevorden, uitspraak moest doen in een geschil tussen het klooster van Assen en de ingezetenen van Dalen. Het opdiepen van deze oude oorkondes leidde ertoe dat Dalen in het jaar 1976 op grootse wijze zijn 700-jarig bestaan vierde, onder aanvoering van de toenmalige burgemeester Ivo Opstelten.
Vele eeuwen heerste er rust in Dalen. Zo nu en dan werd deze verstoord, zoals in de Tachtigjarige oorlog en tijdens de inval van de Munsterse troepen in 1672. Begin 19e eeuw werd Dalen meerdere malen het slachtoffer van stroop- en plundertochten door Napoleontische troepen die de vesting Coevorden bezet hielden; een van de laatste bolwerken, die op de Fransen werden heroverd. In 1816, vlak na de Franse tijd, dreigde het vuur Dalen met de grond gelijk te maken. Een zware brand verwoeste toen zeven woonhuizen en twaalf schuren.
Hoewel Dalen in het algemeen kan worden gerangschikt onder de agrarische gemeenten, begint ook hier het traditionele agrarische beeld langzaam maar zeker te verdwijnen. Coevorden en Emmen zijn uitgegroeid tot industriekernen, en dit maakt dat Dalen vanwege zijn rustieke karakter erg in trek is als forensengemeente. Ook toeristisch en recreatief opzicht komt Dalen steeds meer in de belangstelling te staan.
Dalen was tot 1 januari 1998 de hoofdplaats van de gelijknamige gemeente. Deze omvatte behalve Dalen de dorpen Dalerpeel, Dalerveen, Nieuwlande (gedeeltelijk), Stieltjeskanaal en Wachtum. In 1884 werd Schoonebeek, tot dan behorende tot de gemeente Dalen, een zelfstandige gemeente.

Ter gelegenheid van aankomende herindeling gaf de gemeente Dalen aan Histodata opdracht een boek te vervaardigen over de geschiedenis van de gemeente. Elk huishouden ontving vervolgens een exemplaar van dit boek.

## Joodse gemeenschap
Dalen kende een kleine Joodse gemeenschap. In 1942 werden van de zestien Joodse inwoners van Dalen er dertien weggevoerd en vermoord. Bij de Joodse begraafplaats van Dalen staat een monument ter nagedachtenis.

## Bezienswaardigheden
Dalen is van oorsprong een esdorp, dat door de vele nieuwbouwwijken sterk is uitgebreid. Desondanks zijn er nog vele karakteristieke boerderijen te vinden.
Dalen telt een groot aantal bezienswaardigheden. De Nederlands Hervormde kerk dateert uit de 14e eeuw en wordt gekenmerkt door zijn gave inrichting. De torenklok uit 1639 werd tijdens de Tweede Wereldoorlog door de Duitsers geroofd, maar hangt weer op de oude plaats. In d'Aolle Bakkerij aan de Hoofdstraat, thans een eetcafé, is een oude bakkersoven met hulpstukken uit 1832 te bewonderen.
Dalen staat bekend als het 'dorp tussen de molens'. Bij het dorp zijn twee molens te vinden: stellingmolen Jan Pol uit 1876 en stellingmolen De Bente uit 1814. Beide molens zijn nog in bedrijf en kunnen bezichtigd worden.

## Geografie
De omgeving van Dalen kenmerkt zich door essen en veenontginningen. Langs het dorp loopt het Drostendiep.
Dalen ligt zowel aan de N34 als aan de spoorlijn Zwolle - Emmen. Het station van Dalen wordt eenmaal per uur bediend.
Ten zuidoosten van het dorp ligt recreatiecentrum De Huttenheugte van Center Parcs. Sinds 2010 ligt naast dit recreatiecentrum het themapark Plopsa Indoor.

## Geboren
- Albert Bouwers (1883-1972), opticus
- Henk Kikkert (1912-1988), politicus
- Jan Nico Scholten (1932), politicus
- Ronnie Ruysdael (= Jan Rabbers) (1963), zanger en acteur
- Evert Bleuming (1959), voetballer
- Peter Snijders (1966), politicus
- Karsten Kroon (1976), wielrenner
- José Been (1979), sportverslaggeefster
- Vera Mulder (2000), volleybalster

## Foto's

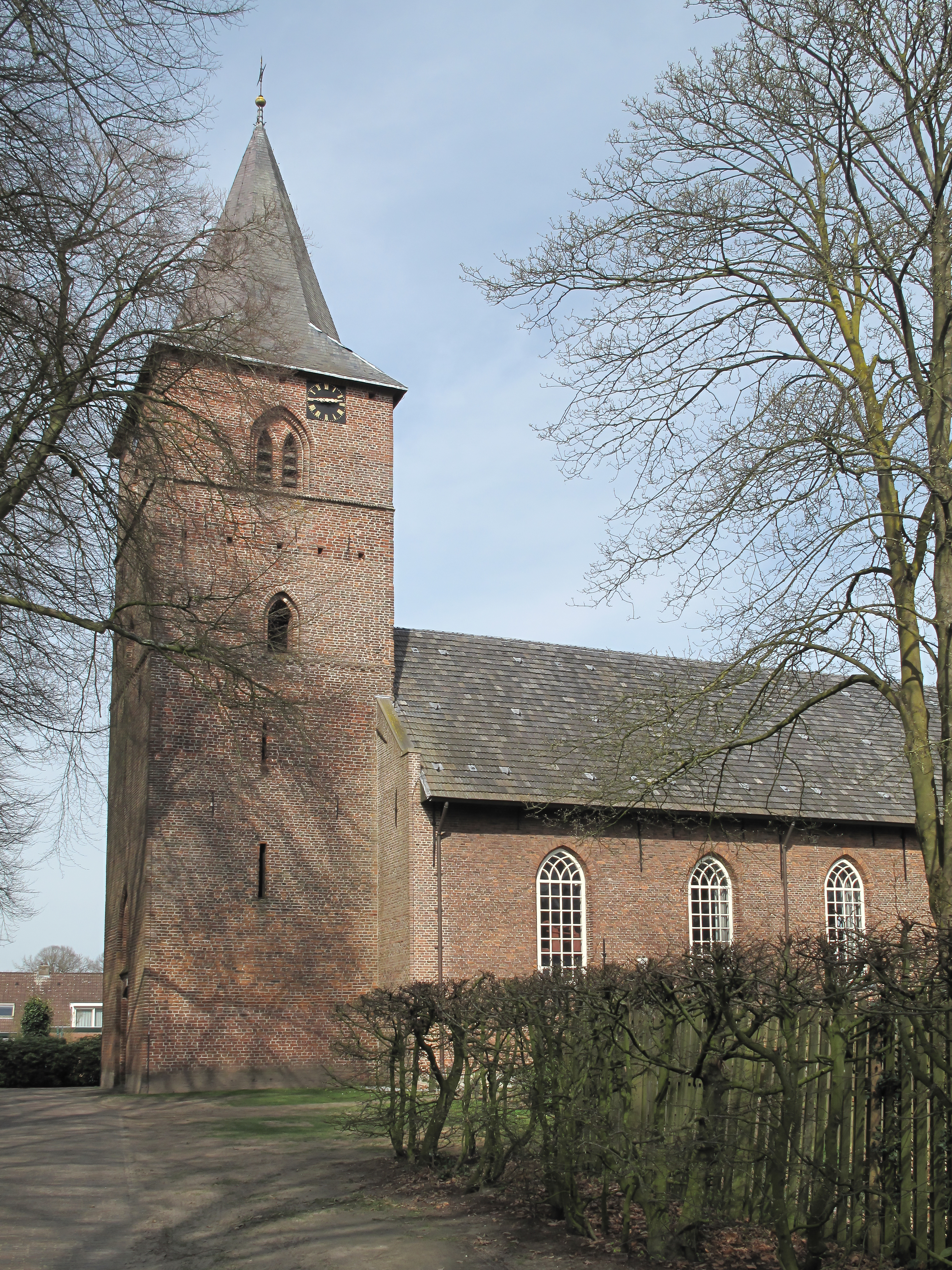
Kerk
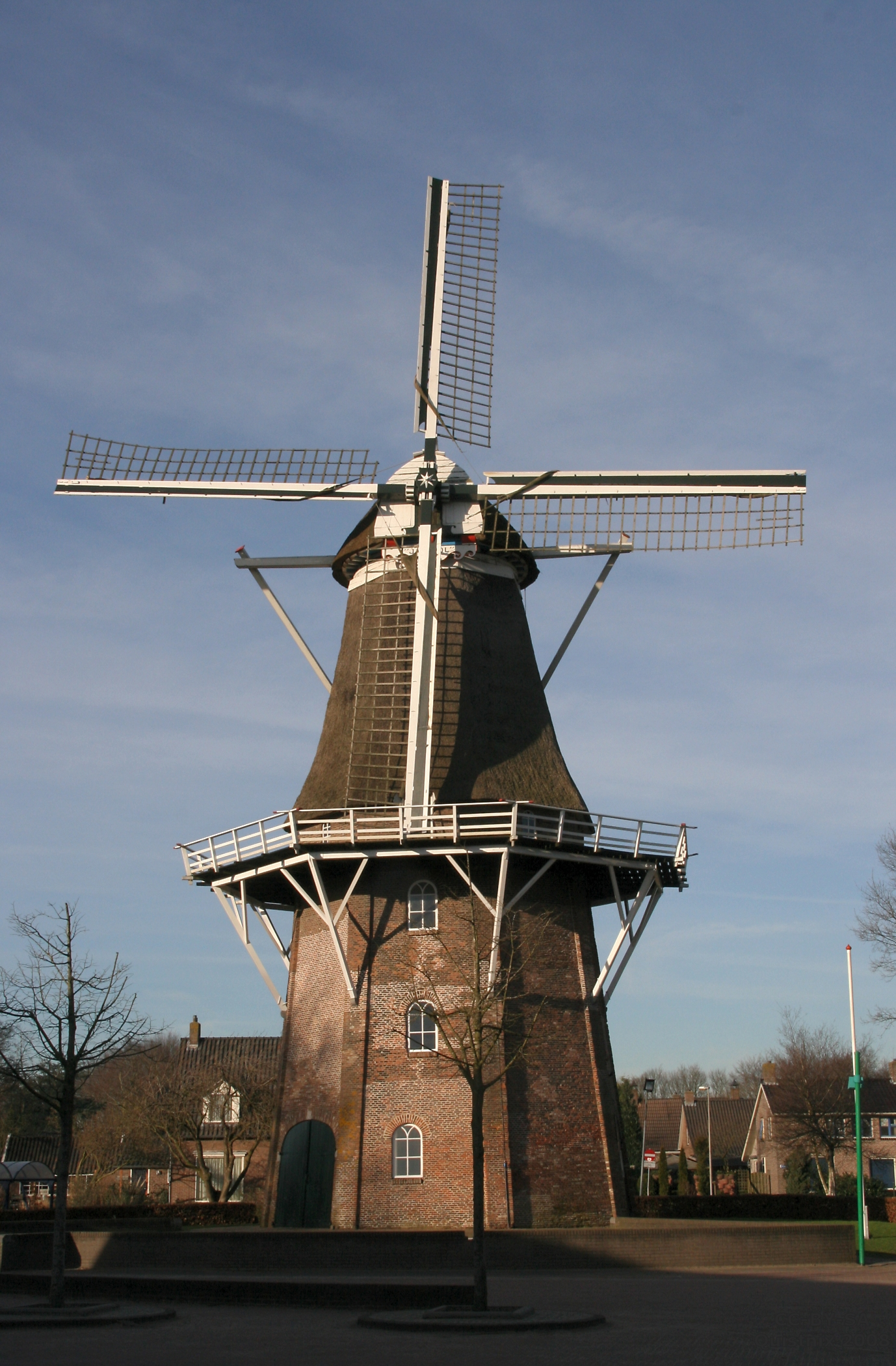
Stellingmolen Jan Pol
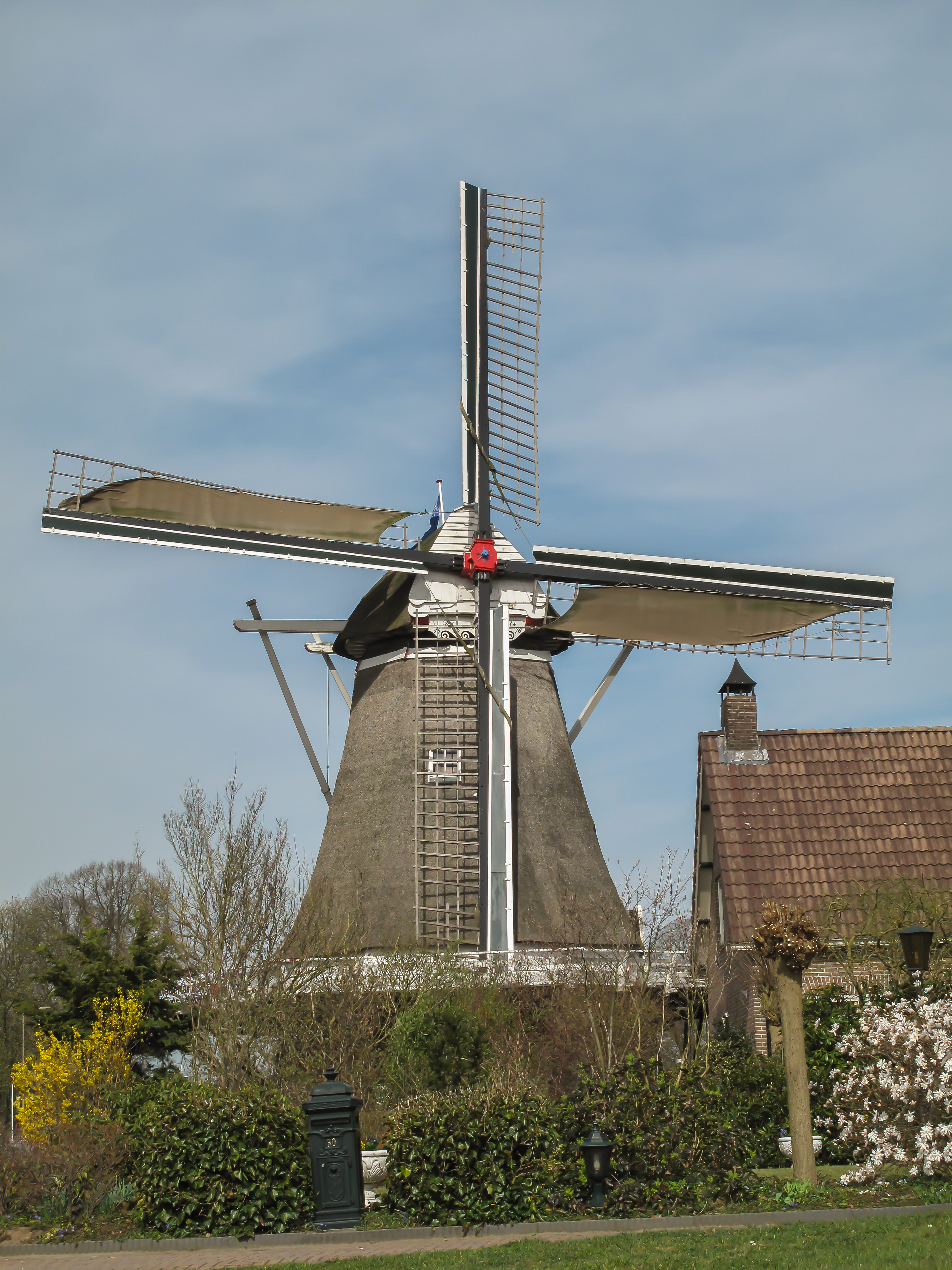
Stellingmolen de Bente